# Montelanico
Montelanico là một đô thị ở tỉnh Roma trong vùng Latium thuộc Ý, có cự ly khoảng 50 km về phía đông nam của Roma. Tại thời điểm ngày 31 tháng 12 năm 2004, đô thị này có dân số 1.957 người và diện tích là 35 km².
Montelanico giáp các đô thị: Anagni, Carpineto Romano, Cori, Gavignano, Gorga, Norma, Segni.
Montelanico có lễ hội phim ngắn quốc tế thường niên Arrivano i Corti.